# Drama, Ljubljana
Ljubljanska Drama je gledališka zgradba, ki stoji na vogalu Erjavčeve in Slovenske ceste v Ljubljani. V njej domuje Slovensko narodno gledališče Drama Ljubljana.

## Arhitektura
Stavba ima dominantno arhitekturo z razgibano starejšo stavbno maso iz katere izstopa odrski stolp na južni strani. Zunanjost povezuje oglate in zaokrožene oblike pred širokim prizidkom na južni strani. Opečne strehe so strme z mansardnimi prelomi. Strehi nad dvorano in odrom imata prezračevalna stolpiča z laternastima strehama. Pritličje stavbe je členjeno z rustiko v ometu, nadstropja so gladko ometana. Stavba ima glavni vhod na severu. Na obeh vzdolžnih straneh so še po trije izhodi. Na glavni fasadi je nadstropni del predrt s širokim polkrožno sklenjenim oknom in nad njim je volutasto čelo z veliko secesijsko okrašeno kartušo, kjer je včasih stal napis Kaiser Franz Joseph Jubiläums Theater. Nad glavnim vhodom je balkon na dveh stebrih in dvostranska dovozna klančina s kamnitimi robniki z volutastimi zaključki. Fasado ob straneh zaključujeta stolpičasto poudarjena rizalita s stopniščema v notranjosti. 
V vhodni dvorani so doprsni kipi začetnikov slovenskega gledališča: Levstika, Cankarja, Linharta in Župančiča ter drugih pomembnih režiserjev in igralcev. Dodana je spominska plošča odkrita ob 30 letnici slovenskih predstav. 

## Zgodovina zgradbe
Na širšem prostoru današnje Drame je bilo v začetku 18. stoletju igrišče Ballhaus, ki ga je postavil Jakob pl. Schellenburg. V trinadstropni stavbi so organizirali veselice, razne igre z žogo, plese, sabljanje in podobno. Od leta 1781 so jo uporabljali kot stanovsko žitnico po tem, ko je bila leta 1784 zgrajena reduta (danes na lokaciji stoji šola Zavoda Janeza Levca, Levstikov trg). Mestna občina je hišo kupila leta 1892 in jo podrla skupaj s še tremi sosednjimi hišami. Na tej lokaciji so potem zgradili po načrtih dunajskega arhitekta Alexandra Grafa med letoma 1909 in 1911 Nemško gledališče in za njim Nemško hišo. Investitor je bila Kranjska hranilnica. Dela je izvajala Kranjska stavbna družba. Zgradba se je Imenovala Jubilejno gledališče Franca Jožefa I. V gledališču so predvajali predvsem nemške predstave. Otvoritev je bila 4. oktobra 1911 z Wagnerjevim Kaisermarschem, slavnostnim govorom in uprizoritvijo predstave Habsburg, ki jo je napisal baron Alfred Berger.
Med prvo svetovno vojno so stavbo oblasti spremenile v kinodvorano, od leta 1919 pa v stavbi domuje Slovensko narodno gledališče. Kot prvo so uprizorili igro Tugomer (Josip Jurčič in Fran Levstik). Gledališče je dobilo ime Narodno gledališče v Ljubljani – Drama. Med drugo svetovno vojno so gledališče preimenovali v Državno gledališče Ljubljana, po vojni pa v Dramo Slovenskega narodnega gledališča v Ljubljani.
Leta 1952 je bila izvedena prva prenova in povečanje odra. Med letoma 1964 in 1967 so na bočnih straneh odrskega stolpa prizidali večja prizidka (arhitekt Dušan Medved), leta 1976 je bila urejena in tlakovana okolica zgradbe. Celotna okolica je bila urejena po zamisli arhitekta Miloša Bonče. Med letoma 1978 in 1979 so prenovili notranjost dvorane in v njej namestili nove stole za 500 ljudi (avtor arhitekt in scenograf Mirko Lipužič). Leta 1987 so pod vodstvom arhitekta Bora Rotovnika prenovili zunanjščino starejšega dela stavbe in na osnovi sondiranja in primerjalnih analiz vrnili pročeljem zeleno barvo.
V začetku 21. stoletja se je okrepila javna razprava o obnovi in razširitvi obstoječih zgradb, ki bi reševale prostorsko stisko, tehnično zastarelost in dotrajanost gledališča. Leta 2014 so se začele nove priprave na prenovo, na arhitekturnem natečaju leta 2017 je bila izbrana rešitev biroja Bevk Perović arhitekti. Avgusta 2022 je vlada Slovenije uvrstila prenovo Drame med vladne razvojne projekte. Julija 2023 so se okoli stavbe pričela arheološka izkopavanja, prenova, v okviru katere se bo glavna stavba sanirala, prizidka pa porušila in zgradila nova, pa naj bi trajala od leta 2024 do 2026.
Neodobravanje dela javnosti je sprožil predviden posek več kot 70 let starega divjega kostanja pri vzhodni fasadi vhodnega dela Drame. Proti sečnji je arheologinja in političarka Tatjana Greif vložila spletno peticijo in organiziran je bil protest za njegovo ohranitev, kostanj pa so 27. julija 2023 vseeno podrli. Pristojni so na očitke odgovorili, da je bilo drevo glede na analize v preslabem stanju, da bi ga poskušali ohraniti.
Vlada RS je jeseni leta 2022 sprejela odločitev, da prenovo gledališča uvrsti med vladne projekte v okviru rebalansa proračuna za leto 2023. Posledično se je ljubljanska Drama za obdobje od 1. junija 2024 pa do predvidoma 31. avgusta 2027 preselila v začasne prostore objekta L56 v Šiški, na Litostrojski cesti 56. SNG Drama Ljubljana je s premiero drame Otroci sonca 12. oktobra 2024 slavnostno odprla Veliki oder in Drama Kavarno na novi, začasni lokaciji, L56.